# Stefano Bonucci
Stefano Bonucci (né en 1521 à Arezzo en Toscane, Italie et mort le 2 janvier 1589 à Rome) est un cardinal italien de la fin du XVIe siècle. Il est membre de l'ordre des Servites de Marie.

## Biographie
Stefano Bonucci est professeur à Padoue et à Bologne et est procurateur général, visiteur apostolique et provincial en Toscane pour son ordre. Il est théologien au concile de Trente. Le pape Pie V l'envoie en Espagne avec Felice Peretti Montalto, O.F.M.Conv., faisant partie de la légation a latere du cardinal Ugo Boncompagni pour le cas de l'archevêque Bartolomé Carranza de Tolède. Il est élu supérieur général de son ordre à Césène en 1572.
En 1573 il est nommé évêque d'Alatri et en 1574 transféré à Arezzo. Le pape Sixte V le nomme conseiller du Saint-Office.
Il est créé cardinal par le pape Sixte V lors du consistoire du 18 décembre 1587.